# Швейцария на «Евровидении-2015»
Швейцария приняла участие в конкурсе песни «Евровидение 2015» в Австрии. Представитель был выбран путём национального отбора «Die Grosse Entscheidungsshow».
Мелани Рене представляла Швейцарию в Вене с песней «Time to Shine» и не прошла в финал конкурса.